# Saint Helier

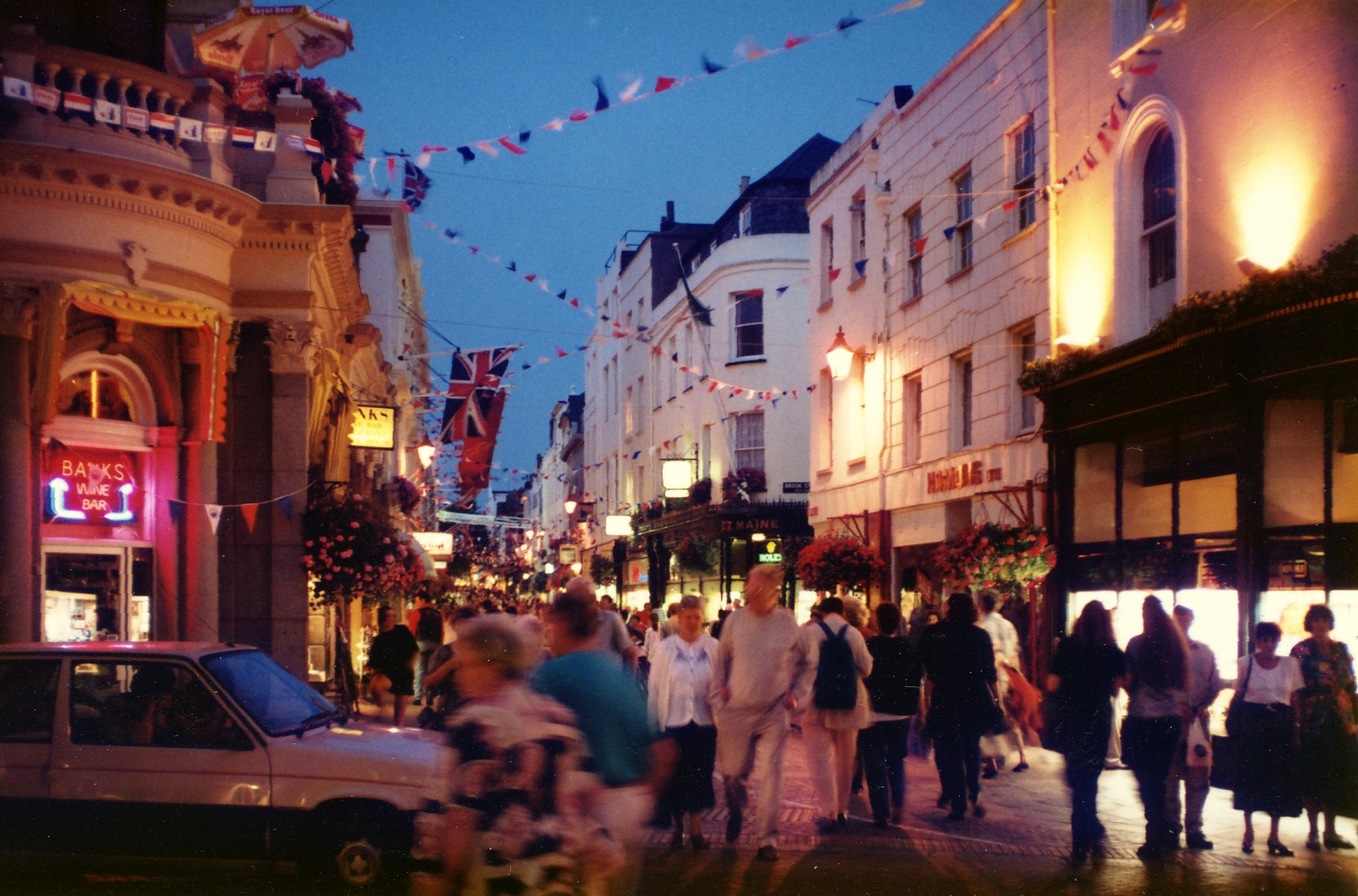
St. Helier på kvällen, juli 1995.

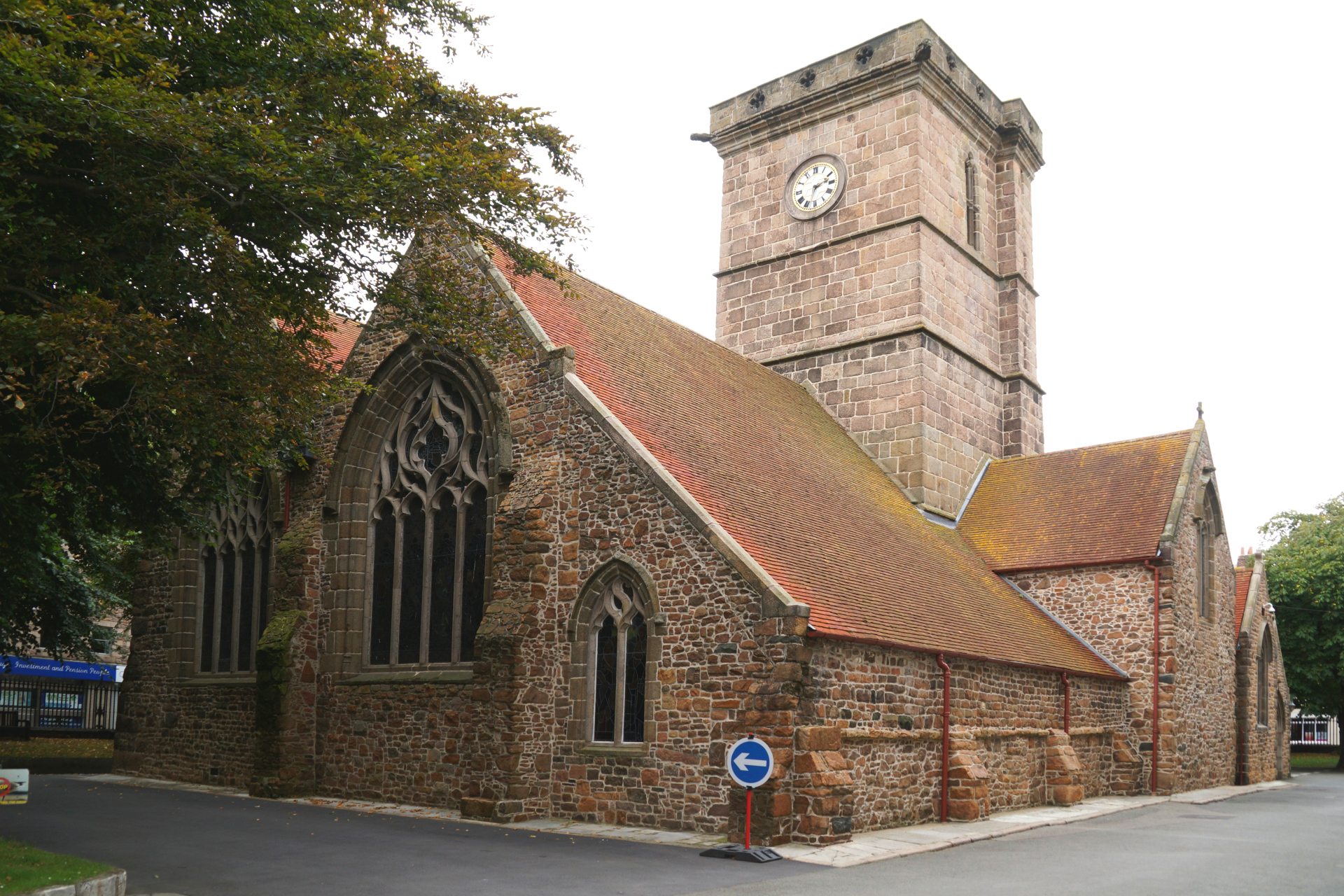
Saint Helier sockenkyrka

Saint Helier (jèrriais: St Hélyi) är en av de tolv socknarna och den största staden på Jersey, den största av Kanalöarna i Engelska kanalen. Den hade en befolkning, år 2021, på omkring 35 800 och är öns huvudstad (trots att regeringskansliet finns i St. Saviour).
Socknen täcker ett landområde på 4,1 kvadratmile (10,6 kvadratkilometer), vilket är 9 procent av den totala landarealen på ön (torrlagda havsbottnar på 494 acre eller 200 hektar inkluderade). 
Saint Heliers vapensköld är två korsade guldyxor på en blå bakgrund; detta symboliserar Saint Heliers martyrskap och havet.

## Geografisk indelning

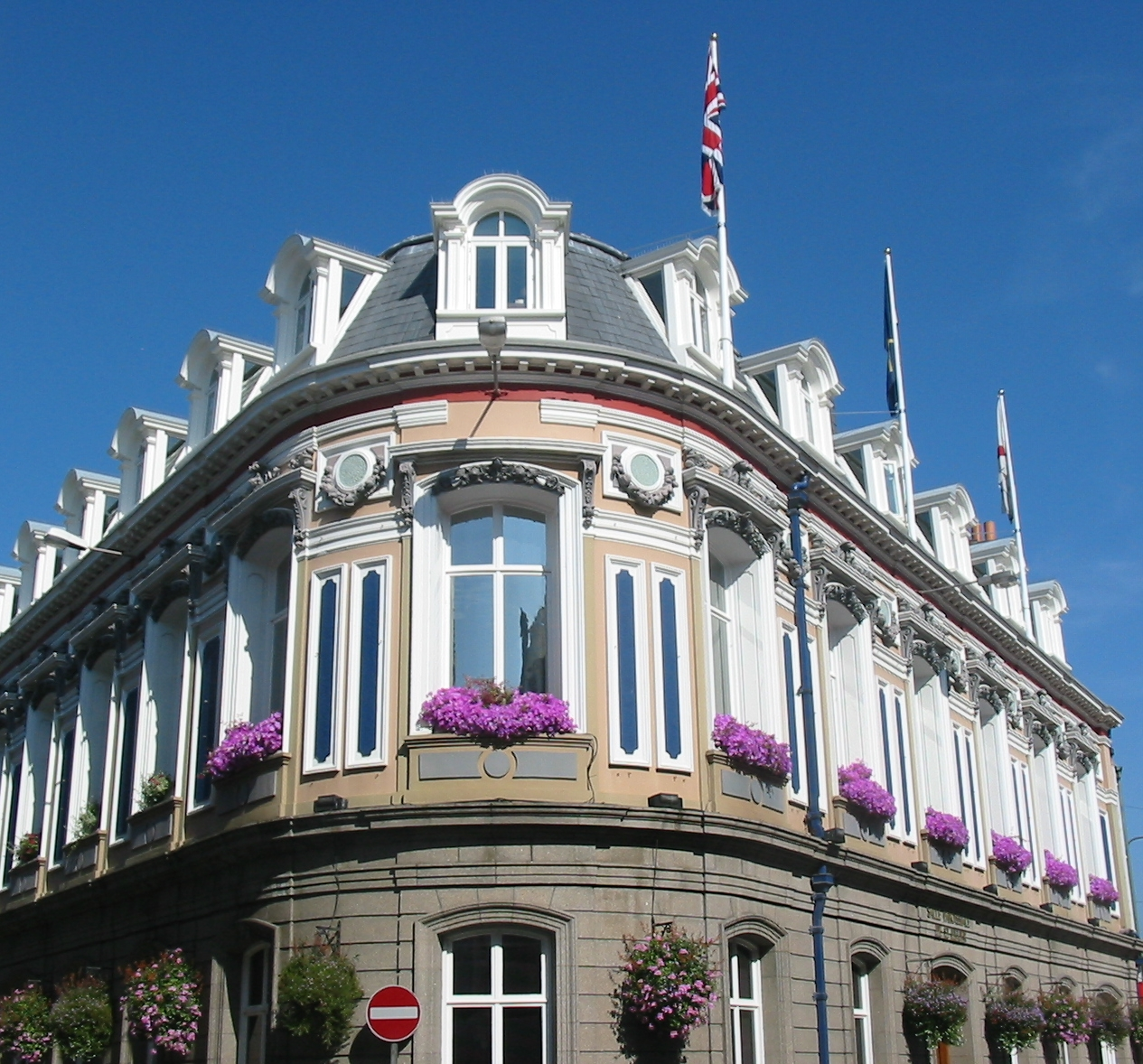
Kommunhuset, Parish Hall of St. Helier.

Socknen är administrativt indelad i "vingtaines".
- La Vingtaine de la Ville
  - Canton de Bas de la Vingtaine de la Ville
  - Canton de Haut de la Vingtaine de la Ville
- La Vingtaine du Rouge Bouillon
- La Vingtaine de Bas du Mont au Prêtre
- La Vingtaine de Haut du Mont au Prêtre
- La Vingtaine du Mont à l'Abbé
- La Vingtaine du Mont Cochon

## Demografi
Saint Helier har störst folkmängd av Jerseys socknar, med 28 310 invånare 2001.
| År                           | Befolkning |
| ---------------------------- | ---------- |
| 1991                         | 28 123     |
| 1996                         | 27 523     |
| 2001                         | 28 310     |
| Statistik började föras 1991 |            |

## Helier
Saint Helier är uppkallat efter Helier (eller Helerius), en eremit som levde under 500-talets första del. Det traditionella datumet för hans martyrskap är 555 e. Kr. Hans festdag, som firas genom en årlig pilgrimsfärd till eremitboningen, är 16 juli.